# Cupel (885 m)
Cupel (885 m, 887 m) – niezbyt wybitny, porośnięty lasem szczyt górski w północno-wschodniej części Pasma Policy, które w regionalizacji fizycznogeograficznej Polski według Jerzego Kondrackiego zaliczane jest do Beskidu Żywieckiego, w nowszej regionalizacji z 2018 roku do Beskidu Żywiecko-Orawskiego. Znajduje się w głównym grzbiecie tego pasma i jest zwornikiem dla 3 grzbietów. Grzbiet główny biegnie w kierunku północno-zachodnim poprzez przełęcz do Drobnego Wierchu (867 m), w drugą stronę grzbiet ten opada początkowo w północno-wschodnim, później południowo-wschodnim kierunku poprzez górę Gawroń (756 m) do doliny Bystrzanki. Grzbiet boczny biegnie w kierunku południowym również do doliny Bystrzanki, niżej znów się rozgałęziając. Stoki Cupla opadają do dolin trzech potoków: Mostów Potok, Rusinów Potok i potok Wędźno.
Szczyt Cupla jest płaski i niepozorny, porośnięty lasem bukowym. Poniżej szczytu znajduje się wykop będący pozostałością stanowiska ogniowego z okresu II wojny światowej. Przez szczyt Cupla prowadzi znakowany szlak turystyczny, a na przełęczy między Cuplem i Drobnym Wierchem znajduje się węzeł szlaków turystycznych. Na południowych stokach Cupla znajduje się duża polana Mytjosikówka.

## Szlak turystyczny
Zboczami Cupla prowadzi zielono znakowany szlak turystyczny, omijający jego wierzchołek po północnej stronie. Szlak ten na przełęczy między Cuplem i Drobnym Wierchem dołącza do czerwonego Głównego Szlaku Beskidzkiego biegnącego dalej grzbietem Pasma Policy.
 Osielec – Gawroń – Cupel – przełęcz między Cuplem i Drobnym Wierchem. Suma podejść 560 m, czas przejścia 3 godz. 10 min, z powrotem 1 godz. 55 min.